# 대한민국 민법 제344조
대한민국 민법 제344조는 민법 아닌 법률에 의한 질권에 대한 민법총칙 조문이다.

## 조문
제344조(타법률에 의한 질권) 본절의 규정은 다른 법률의 규정에 의하여 설정된 질권에 준용한다.

第344條(他法律에 依한 質權) 本節의 規定은 다른 法律의 規定에 依하여 設定된 質權에 準用한다.

## 같이 보기
- 질권